# Excursió geomagnètica

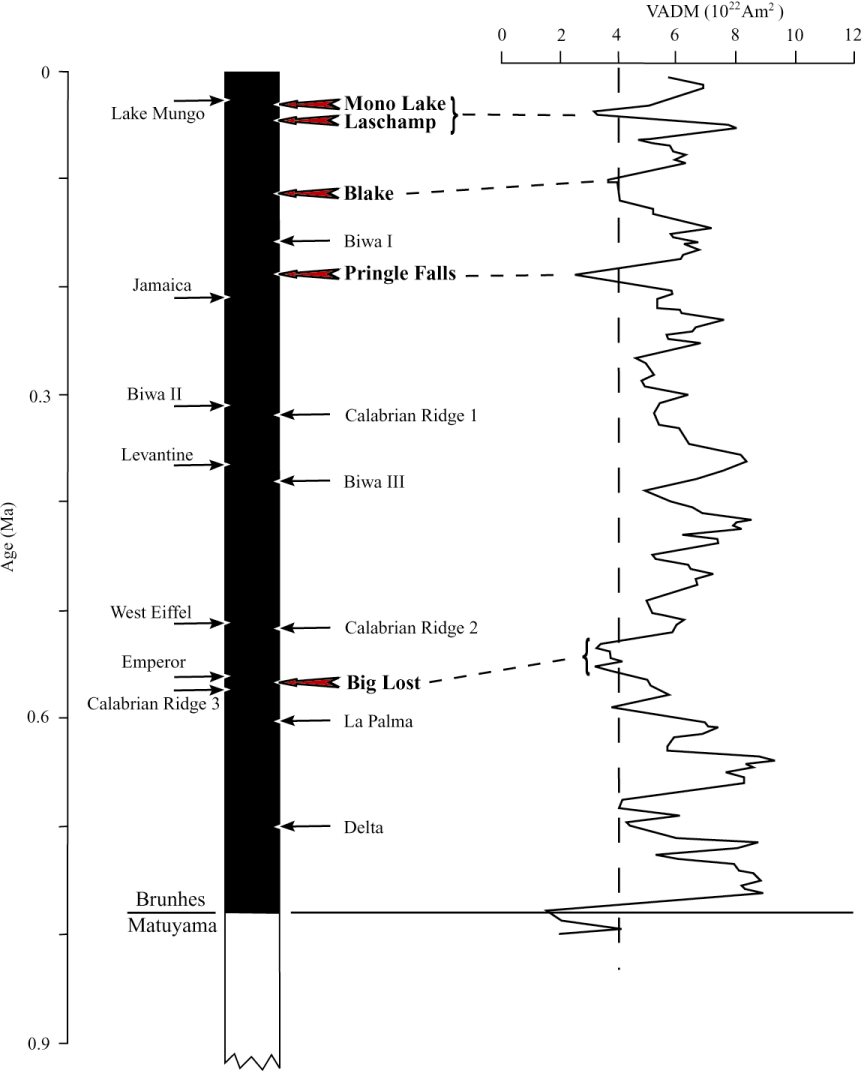
Esquema i cronologia de les principals excursions geomagètiques a la Terra [https://pubs.usgs.gov/of/2003/of03-187/of03-187.pdf (Edward A. Mankinen; Carl M. Wentworth, USGS, 2003)

Una excursió geomagnètica, com una inversió geomagnètica, és un canvi significatiu en el camp magnètic terrestre. A diferència de les inversions, una excursió no canvia l'orientació general del camp magnètic, sinó que representa una reducció dramàtica i de poca durada en la intensitat del camp. Aquests esdeveniments, que solen durar entre uns milers i unes desenes de milers d'anys, comporten sovint una reducció en la intensitat magnètica fins a un nivell d'entre 0-20% del normal.
Les excursions geomagnètiques són episodis de curta durada quan el camp magnètic terrestre es desvia cap a un estat de polaritat intermedi. Comprendre l'origen, la freqüència, l'amplitud, la durada i el comportament del camp associat a les excursions, és una àrea d'investigació capdavantera dins de la geofísica de la terra sòlida.
Dos estudis recents del camp geomagnètic (1998), han comptabilitzat 14 excursions, grans canvis de direcció que duren entre 5.000 i 10.000, sis dels quals s'estableixen com a fenòmens globals per correlació entre diferents llocs. Per tant, la imatge antiga del camp geomagnètic que gaudeix de llargs períodes de polaritat estable pot no ser correcta. En canvi, sembla que el camp pateix molts canvis dramàtics de direcció i una reducció concomitant d'intensitat durant un 10-20 per cent del temps. Durant les excursions, el camp pot invertir-se al nucli exterior líquid, que té escales de temps de 500 anys o menys, però no al nucli intern sòlid, on el camp ha de canviar per difusió amb una escala de temps de 3.000 anys. Aquesta escala de temps és coherent amb la durada notablement uniforme de les excursions que han estat ben datades.
En les excursions geomagnètiquest, la direcció i la intensitat del camp magnètic terrestre es desvia respecte de la que s'observa normalment durant la variació secular. S'han produït aproximadament 7 excursions del camp magnètic terrestre des de l'última inversió geomagnètica completa fa 780.000 anys, encara que la cronologia absoluta de les excursions és incerta. Les excursions solen anar acompanyades d'una disminució de la intensitat del camp, i aquestes fluctuacions també es reflecteixen en els registres globals de les taxes de producció de radionúclids cosmogènics a partir de sediments marins. Recentment s'ha demostrat que la caiguda d'intensitat del camp terrestre és essencialment sincrònica amb l'augment de la taxa de producció de beril·li-10, i això suggereix que pot ser possible correlacionar els registres climàtics dels nuclis marins amb els dels registres terrestres, com ara nuclis de gel.

## Causa i teories
No hi ha consens sobre la causa de les excursions geomagnètiques. La teoria més estesa és que són un aspecte integral dels processos dinàmics que mantenen el camp magnètic terrestre. En les simulacions per ordinador, s'ha observat que les línies que componen el camp magnètic poden embolicar-se ocasionalment i quedar desorganitzades a causa dels moviments caòtics del metall líquid que hi ha al nucli de la Terra. En aquests casos, aquesta desorganització sobtada pot provocar una reducció en el camp magnètic tal com es percep a la superfície terrestre. En aquesta situació, el camp magnètic terrestre no decreix significativament al mateix nucli, sinó que l'energia passa de mantenir-se en una configuració dipolar a estar en una situació multipolar, i es desintegra més ràpidament com més gran és la distància del nucli terrestre. Així, l'evidència d'un camp magnètic tal a la superfície de la Terra seria considerablement menor, encara que no hi hagués grans canvis en la intensitat del camp magnètic al nucli. Això sembla veure's reflectit en els canvis sobtats que ocorren al camp magnètic del Sol. Nogensmenys, aquest procés, quan té lloc al Sol, comporta irremeiablement a una inversió del camp magnètic (vegeu cicle solar), i no s'ha observat cap resultat on aquest canvi no hagués comportat canvis a gran escala en l'orientació del camp.
Una teoria, minoritària, propugnada per Richard A. Muller, infereix que les excursions geomagnètiques no són un procés espontani, sinó que són causades per esdeveniments externs que trastornen directament el flux dins el nucli terrestre. Aquests esdeveniments podrien incloure l'arribada de plaques continentals, arrossegades al mantell pels processos tectònics en zones de subducció, el naixement de nous sectors del mantell, o fins i tot l'ona expansiva d'un impacte meteòric de grans dimensions. Els que propugnen aquesta teoria mantenen que qualsevol d'aquests esdeveniments comporta un trastorn total del sistema dínamo, desactivant el camp magnètic durant el temps que aquest necessita per a restablir-se.
Excepte en els períodes molt recents del passat geològic, no se sap molt bé amb quina freqüència tenen lloc les excursions geomagnètiques. A diferència de les inversions geomagnètiques, que són fàcilment detectables pel canvi en l'orientació del camp, les excursions, com que duren poc, són díficils de detectar en els períodes llargs de temps. El saber actual suggereix que són com a mínim tan habituals com les inversions i possiblement molt més freqüents.

### L'efecte dinamo
S'ha demostrat que és possible reproduir l'efecte dinamo en un experiment de laboratori, utilitzant un flux turbulent de sodi líquid produït per la rotació oposada de dues turbines en un cilindre. Per a turbines que giren a la mateixa velocitat, un camp magnètic estacionari sorgeix espontàniament més enllà d'un determinat llindar. Ara s'ha observat que quan les turbines giren a diferents velocitats, afegint una rotació general similar a la dels planetes i les estrelles, el camp de la dinamo pot variar amb el temps. Alguns règims tenen similituds singulars amb el comportament del camp magnètic terrestre:
- El camp canvia d'un estat de polaritat a un estat oposat amb períodes aleatoris i la durada de les transicions d'un estat a un altre és molt curta.
- Els períodes durant els quals el camp és estable tenen una durada variable però sempre superior al temps necessari per a una inversió.
- Es poden observar excursions de camp, períodes durant els quals el camp disminueix i després torna a augmentar sense canviar la polaritat.[6]

## Excursió geomagnètica de Laschamp
L'excursió geomagnètica més documentada és, sens dubte, l'excursió de Laschamp aproximadament ara fa 41.000 anys, amb direccions magnètiques aberrants que tenen una durada submil·lenària. Les roques volcàniques properes al poble de Laschamp a la regió de Chaîne des Puys del Massís Central (França) van proporcionar el primer registre creïble de qualsevol excursió (Bonhommet i Babkine, 1967), recolzat per estudis posteriors a la mateixa regió realitzats entre 1969 i 2014. L'origen geomagnètic de l'excursió de Laschamp es va debatre fins ben entrada la dècada de 1980 quan alguns autors van interpretar el seu enregistrament a la Chaîne des Puys en termes d'un procés d'autoinversió degut a les interaccions magnetoestàtiques negatives de dues fases de la titanomagnetita (Heller, 1980; Heller i Petersen, 1982).

### Altres excursions estudiades

#### Excursió del llac Mono
Un estudi paleomagnètic de la formació Wilson Creek a prop del llac Mono va mostrar una gran i ràpida excursió de les direccions paleomagnètiques en bona part de la seqüència sedimentària que s'estimava entre uns 30.000 i 13.000 anys (Denham i Cox, 1971). Un estudi addicional de la seqüència (Liddicoat i Coe, 1979) va proporcionar més detalls sobre l'excursió i del període immediatament anterior. Hi ha registres addicionals del que es considera la mateixa excursió informada als dipòsits del llac Chewaucan i llac Summer (l'excursió "Summer Lake I"), al sud d'Oregon (Negrini i altres, 1984), i als dipòsits del llac Lahontan a la cubeta de Carson i a la piràmide Lake, Nevada (Liddicoat, 1992).

#### Excursió de Blake
Resultats paleomagnètics dels nuclis de les profunditats marines de l'exterior de la dorsal de les Grans Antilles va indicar un interval de polaritat invertida dins de l'argila marró abissal dipositada durant part de l'últim període interglacial (Smith i Foster, 1969; Denham, 1976; Denham i altres, 1977). Aquesta excursió s'ha informat que es troba en nombrosos nuclis de sediments profunds de diferents oceans, dipòsits de loess a la Xina i Alemanya, i s'ha identificat provisionalment en algunes roques volcàniques. La seva existència ha estat generalment acceptada per molts geofísics tot i que la seva edat encara no està prou determinada. S'han fet estimacions de la seva edat mitjançant bioestratigrafia, correlació amb corbes d'isòtops d'oxigen i amb mètodes de datació per termoluminescència, pista de fissió i K-Ar. Aquestes estimacions van en general des de 100.000 fins a 160.000 anys per a algunes de les roques volcàniques. No obstant això, està lluny de ser cert que totes les suposades correlacions amb l'episodi de Blake són correctes. Si el sediment a la localitat original és representatiu de l'etapa 5 de l'isòtop marí d'oxigen, com sembla probable, l'excursió probablement no pot ser més antiga d'uns 130.000 anys.

#### Excursió de les Pringle Falls
Registres paleomagnètics d'una seqüència sedimentària prop de Pringle Falls, Oregon, revelen una excursió magnètica que Herrero-Bervera i altres (1989) van correlacionar inicialment amb l'Excursió de Blake. Aquesta correlació es basava en la presència de dos intervals invertits separats per a interval normal curt similar al patró descrit per als nuclis de la dorsal exterior de les Grans Antilles. Herrero Bervera i altres (1994) van estimar més tard, però, que l'excursió s'havia de produir entre uns 218.000 i 171.000 anys basats en edats 40Ar/39Ar en una capa de tefra exposada en una segona localitat prop de Pringle Falls i una tefra d'una seqüència correlacionada. Utilitzant K-Ar, Ar-Ar i edats de termoluminescència, juntament amb correlació de les capes de tefra de diversos llocs dins del llac pluvial Chewaucan, Negrini i altres (1994) va aproximar l'edat d'aquesta excursió a uns 190.000-180.000 anys.

#### Excursió Big Lost
Dos dels tretze fluxos de lava mostrejats en un forat de la plana del riu Snake, Idaho van registrar inclinacions negatives superficials (invertides) (Champion i altres, 1981). Es va determinar una edat K-Ar de roca sencera de 465.000 ± 50.000 anys per a aquest episodi invertit. Basat en similituds d'edat entre aquestes laves de la plana del riu Snake i un episodi invertit en un nucli de sediments del mar Mediterrani (Ryan, 1972), Champion i altres (1981) van concloure que tots dos eren correlatius i el van batejar amb el nom Emperador, tal com va proposar Ryan. A l'episodi invertit del River Plain, es va trobar posteriorment en un segon forat (Champion i altres, 1988), i les determinacions addicionals de K-Ar van indicar la seva edat era 565.000 ± 14.000 anys. Champion i altres (1988) es van adonar, per tant, que el nom Emperador no havia de ser aplicat a l'episodi enregistrat per les colades de lava del riu Snake i va proposar un nou nom, el Big Lost Subcron (1 cron=1 milió d'anys). En la polaritat invertida es van trobar direccions de magnetització de polaritat intermèdia en l'estudi de l'andesita basàltica en dos llocs a Hootman Ranch (Lanphere i altres, 1999) prop del Mont Lassen, al nord de Califòrnia. L'estudi era basat en edats 40Ar/39Ar que van determinar per a aquesta unitat (570.000 anys) i per a la subjacent Rockland tephra (614.000 anys). Lanphere i altres (1999) van considerar que l'andesita de Hootman Ranch conté un altre registre de l'excursió Big Lost.